# Hamas-aanval in Israël 2023
De Hamas-aanval in Israël in 2023 was een gecoördineerde verrassingsaanval door de militante en - volgens onder meer de EU, de VS en het VK - terroristische beweging Hamas vanuit de Gazastrook op Israël, onder de naam Operatie Al-Aqsa-storm of Operatie Al-Aqsa (Vloedgolf), terwijl het in Israël wordt aangeduid als Zwarte Sabbat of het Simchat Torah Massacre. Het markeerde de start van de oorlog tussen Hamas en Israël die de voortzetting is van het al decennia durende Israëlisch-Palestijns conflict.
Op de ochtend van 7 oktober 2023 werden door Hamas vanuit de Gazastrook duizenden raketten op Israëlische plaatsen in de grensstreek en op de grote steden Tel Aviv en Jeruzalem afgevuurd. Honderden militanten doorbraken de grens met Israël en richtten in het grensgebied bloedbaden aan, waarbij ten minste 1.195  burgers en militairen werden gedood. Naar schatting 250-255 personen werden gevangen genomen en als gijzelaars naar Gaza overgebracht. Hamas verklaarde dat de aanval een reactie was op het geweld van Israëlische kolonisten, de blokkade van de Gazastrook, de ontheiliging van de Al-Aqsamoskee in Jeruzalem, evenals op de wreedheden die in de afgelopen decennia van Israëlische zijde waren begaan tegen het Palestijnse volk.
De aanval vond plaats op de joodse feestdag Simchat Thora, vijftig jaar en een dag na het uitbreken van de Jom Kipoer-oorlog op 6 oktober 1973, waarbij Israël werd aangevallen door Syrië en Egypte.

## Aanloop

### Voorbereidingen Hamas
Hamas had zich vanaf 2022 heimelijk voorbereid op deze grootschalige militaire operatie, die de naam Operatie Al-Aqsa-storm kreeg. Een woordvoerder van Hamas zei dat zij voor de verrassingsaanval hulp hadden gekregen van onder andere Iran.
Volgens de Amerikaanse televisiezender CNN konden op grond van de door Hamas gepubliceerde video-opnames de voorbereidingen gedetailleerd worden gevolgd. Drie trainingskampen van de milities bevonden zich in het noorden van de Gazastrook, waarvan twee dicht bij de grens met Israël. In drie kampen in het zuiden werden oefeningen met deltavliegers uitgevoerd. Voor de oefeningen werden terreinen met wijkjes van dummyhuizen aangelegd, om de aanvallen op Israëlische huizen met gijzelingen levensecht te simuleren.
Volgens de voormalige chef van de Britse geheime inlichtingendienst MI6, Sir Alex Younger, was het geheimhouden van de aanvalsdatum succesvol doordat het gebruik van elektronische apparatuur en digitale communicatie consequent was gemeden.

### Waarschuwingen aan Israël
Egypte verklaarde dat het Israël drie dagen voor het begin van de aanvallen had gewaarschuwd. Dit werd bevestigd door Michael McCaul, de voorzitter van de commissie voor Buitenlandse Zaken van het Amerikaanse Huis van Afgevaardigden. De Israëlische premier, Benjamin Netanyahu, ontkende deze waarschuwingen te hebben ontvangen.
Volgens de verklaringen van een van de eerste vrijgelaten gijzelaars, werden er in de weken voorafgaand aan de aanslag vanuit de Gazastrook signalen gestuurd dat er iets groots ophanden was. Zo zouden de velden rond haar kibboets in brand zijn gestoken. Het Israëlische leger zou deze waarschuwingen niet serieus hebben genomen.

### Voorkennis Israël
Volgens The New York Times was de Israëlische overheid al meer dan een jaar op de hoogte van het volledige aanvalsplan van Hamas, behalve de datum van uitvoering. Een Israëlisch geheim rapport van veertig pagina's, genaamd De Muur van Jericho, beschrijft de voorbereidingen en de aanval van Hamas stap voor stap. Hamas bleek in het bezit te zijn geweest van gevoelige informatie over het Israëlische leger, onder meer over het aantal soldaten in hun legerbases, wat kon wijzen op lekken binnen de Israëlische veiligheidsdiensten. Israëlische overheidsanalisten geloofden niet dat Hamas het volgens hen te ambitieuze plan kon uitvoeren.
Volgens de Israëlische nieuwssite Haaretz stond de legerleiding de raveparty toe, ondanks bezorgdheid van de plaatselijke officier.

## Verloop
Een groot aantal Hamas-militanten stak vanuit de Gazastrook, over land, zee en via de lucht, op meerdere plaatsen de grens met Israël over. Er werd gebruikgemaakt van tunnels en er werden paramotors ingezet. Ze drongen straten van verschillende dorpjes binnen, verkrachtten, verminkten en vermoordden Israëlische burgers en namen burgers in gijzeling. De Hamas-strijders gingen onder andere vuurgevechten aan in de steden Sderot, Ofakim en Be'eri. In Be'eri werden 112 mensen gedood en 50 mensen gegijzeld (Bloedbad in Be'eri). Israëlische troepen in Kfar Aza (52 doden) troffen de lichamen van de slachtoffers verminkt aan, de lichamen van jonge kinderen werden op brancards naar buiten gebracht (Bloedbad in Kfar Aza). Tijdens de operatie werden ook een Israëlische militaire basis en een muziekfestival bij de kibboets Re'im in de Negev-woestijn aangevallen. Bij de aanval op het muziekfestival kwamen meer dan 260 festivalgangers om het leven.
Volgens het Israëlische leger waren op 7 oktober alle door Hamas ingenomen grensdorpen weer in handen van het Israëlische leger, maar verschillende bronnen maakten op 9 oktober nog melding van zware vuurgevechten in de omgeving van Sderot. Het is onbekend hoeveel Hamasterroristen tijdens de aanval zijn omgekomen.

## Slachtoffers

### Doden en gewonden
De aanval van Hamas was de bloedigste in Israëls geschiedenis. Onder de 1.139 doden aan de Israëlische zijde bevonden zich 695 Israëlische burgers, onder wie 36 kinderen (waarvan tien door ingeslagen raketten), 46 in Kfar Aza en 108 in Be'eri, en 71 buitenlanders. Er waren meer dan 3.400 gewonden. Tot de slachtoffers behoorden ongeveer 70 Arabische Israëliërs, uit voornamelijk bedoeïenengemeenschappen in de Negev-woestijn.

#### Niet-geverifieerde beweringen
Nadat in december 2023 binnen de Verenigde Naties discussies over meerdere verslagen van seksueel geweld ontstaan waren en Hamas deze als desinformatie afgedaan had, publiceerde de New York Times een gedetailleerd onderzoek met bewijs van tientallen gevallen van verkrachting en verminking van geslachtsdelen door Hamas-terroristen, onder andere bij vrouwelijke bezoekers van het Supernova Festival en vrouwelijke soldaten. Op 9 januari 2024 werd het verslag over de Hamas-misdaden echter verwijderd uit de geplande lijst op het podcastkanaal The Daily van de Times. Het rapport had tot interne discussies geleid, vanwege mogelijk twijfelachtige of niet-geverifieerde getuigenissen. Er werd een nieuw script opgesteld, met daarin het nodige voorbehoud, en open vragen die ontbraken in het oorspronkelijke artikel, waarin de bevindingen nog waren voorgesteld als definitief bewijs voor het systematisch gebruik van seksueel geweld als oorlogswapen.

### Gijzelaars
Een dag na het begin van de aanval maakte Ziad Nakhaleh van de Palestijnse Islamitische Jihad bekend dat zij meer dan dertig gijzelaars hadden genomen. In totaal werden naar schatting ruim 200 gijzelaars naar de Gazastrook ontvoerd. De meesten van hen werden gevangen genomen op het muziekfestival in Re'im. Onder de gegijzelden waren Israëlische soldaten en burgers van alle leeftijden, waaronder ook kinderen. Ariel en Kfir Bibas, de twee jongste gijzelaars die op 7 oktober uit Israël werden gehaald, werden beschouwd als symbolen van de gijzelaarscrisis tijdens de Gaza-oorlog.
Op 13 oktober verklaarde Hamas dat 13 gegijzelden waren omgekomen bij Israëlische luchtaanvallen. Zes zouden zijn gedood bij twee aanvallen in Noord-Gaza; zeven bij drie aanvallen op de Gaza-Stad-provincie. De claim kon niet worden geverifieerd.
Op 20 oktober werden de eerste twee gijzelaars door Hamas vrijgelaten. Het waren twee Amerikanen uit Chicago, moeder en dochter. Op 23 oktober werden twee Israëlische vrouwen van respectievelijk 79 en 85 jaar door Hamas overgedragen aan het Internationale Rode Kruis.
Een van de eerste vier vrijgelaten gijzelaars, Yocheved Lifshitz, een vrouw van 85 jaar oud, beschreef de aanslagen op 7 oktober als een ware hel, waarbij bewoners van de kibboets werden mishandeld ongeacht hun leeftijd. Ook werd ze geslagen terwijl ze mee werd genomen naar Gaza. Volgens haar verklaringen werden de gijzelaars, eenmaal in Gaza, goed behandeld, ontvingen er voedsel en medicijnen en werd er op de hygiëne gelet. Een keer per dag kwam er een arts langs om naar hen te kijken en gewonden werden goed verzorgd.
Op 24 november werden op grond van een overeenkomst tussen Israël en Hamas vierentwintig gijzelaars vrijgelaten, waarvan dertien Israëlische, tien Thaise en één Filipijnse staatsburger. Ook werden er 39 Palestijnse vrouwen en kinderen vrijgelaten uit de gevangenis in Israël.

## Motieven

### Politieke achtergrond
De operatie valt binnen het algemene streven van Hamas om Israël middels terroristische aanvallen onder druk te zetten als reactie op de voortdurende onderdrukking van de Palestijnen. Een verdere escalatie hadden waarschijnlijk de Israëlische invallen bij de Al-Aqsamoskee veroorzaakt. Er waren bovendien wijdverbreide aanvallen van Israëlische kolonisten op de Westelijke Jordaanoever, waarbij recentelijk vier Palestijnen waren gedood. De radicale instelling van de rechtsnationalistisch georiënteerde Israëlische regering had de relatie tussen de Palestijnen en Israëli's sinds 2022 verder gecompliceerd.

### Tijdpunt
Plannen voor een vrijwel identieke aanval stammen uit het jaar 2014 en de voorbereiding van de aanval zou meer dan een jaar geduurd hebben. De keuze van het tijdpunt, op een dag na precies 50 jaar na de Jom-Kipoer-oorlog, wordt daarom als symbolisch gezien. Een belangrijke rol volgens verschillende deskundigen en ook volgens de Amerikaanse minister van Buitenlandse Zaken zou het voorbereide akkoord tussen Saoedi-Arabië en Israël zijn, dat de betekenis van Hamas hoogstwaarschijnlijk beduidend zou verzwakken.

### Verklaring van Hamas op 7 oktober 2023
Een woordvoerder van Hamas, Saleh al-Arouri, zei dat de groep genoeg Israëlische soldaten gevangen had genomen om alle Palestijnse gevangenen vrij te krijgen. Op dat moment waren er circa 5.200 Palestijnen in Israëlische gevangenschap, 1.200 onder administratieve detentie. Volgens al-Arouri was er maar een hoofddoel: vrijheid voor de Palestijnen en hun heilige plaatsen. Hij zei dat de Palestijnen het recht hebben om te strijden tegen de Israëlische bezetting en om hun heilige plaatsen te beschermen. Hij zei ook dat Israël een aanval op Gaza en de Westoever aan het voorbereiden was. De operatie was volgens een andere woordvoerder een reactie op aanvallen van Israëlische kolonisten op de Westelijke Jordaanoever, waarbij recentelijk vier Palestijnen waren gedood, en de Israëlische invallen bij de Al-Aqsamoskee.

### Gijzelingen
Een belangrijk doel van de operatie was het in bezit krijgen van zoveel mogelijk gijzelaars, om deze met Israël te kunnen uitruilen tegen Palestijnse gevangenen. Volgens Belgisch-Palestijnse auteur Montasser AlDe'emeh was het gevangen nemen en wegvoeren van Israëlische burgers en soldaten naar de Gazastrook een van de belangrijkste doelen van Hamas en de Al-Qassam Brigades, zijn gewapende vleugel. De bedoeling is om de gevangengenomen Israëli's om te ruilen voor zoveel mogelijk Palestijnen in de Israëlische gevangenissen.
In een "ontvoeringshandboek" met een watermerk van de Al-Quds Brigade en het label "Top secret", dat volgens de IDF op de lichamen van Hamasterroristen was gevonden, werd gedetailleerd beschreven hoe de burgers moesten worden vastgebonden en problematische personen moesten worden gedood. Volgens Israëlische autoriteiten toonden de documenten dat het nemen van gijzelaars een hoofddoel was van de Hamas-aanval en dat het plan was dit te documenteren in foto's en video's. Volgens The Washington Post stond in de instructies dat zoveel mogelijk mensen moesten worden gedood en zoveel mogelijk gijzelaars worden genomen.
In zes door de The Jerusalem Post gepubliceerde geselecteerde clips van verhoren van Hamasstrijders die gevangen waren genomen op 7 oktober, werd gezegd dat expliciet opdracht was gegeven om burgers, inclusief ouderen, vrouwen en kinderen, te doden en ontvoeren. Een van de ondervraagden zei dat $ 10.000 en een appartement voor elke ontvoering was beloofd.

## Gaza-tunnels
Het tunnelnetwerk, bekend als de ‘Gaza-metro’, werd door Hamas gebruikt voor opslag, verplaatsing en commandovoering. Hamas gebruikte twee jaar lang vaste telefoonlijnen in de tunnels voor geheime communicatie, om de Israëlische inlichtingendienst te ontwijken. Dit maakte een succesvolle verrassingsaanval op Israël mogelijk, met specifieke plannen die kort voor de operatie bekend werden gemaakt, waardoor de Israëlische inlichtingendiensten werden overrompeld.
In zijn campagne tegen Hamas viel het Israëlische leger al eerder op verschillende locaties de tunnels aan die Hamas gebruikte, waaronder in Beit Hanoun, Gaza-stad en Rafah, waar ze werden gebruikt voor smokkel. Grensoverschrijdende tunnels werden gebruikt bij spraakmakende operaties. De bouw van de tunnels was een aanzienlijke, meerjarige inspanning waarbij Palestijnse arbeiders betrokken waren.
Bedoeïenen bouwden in 1981 vroege smokkeltunnels aan de grens tussen Egypte en Gaza. In 2001 startte Hamas een uitgebreid ondergronds netwerk, aanvankelijk voor smokkel, maar later met meerdere functies. De tunnels waren bedoeld om gevechten ondergronds te verplaatsen. In 2014 had Hamas 900 mensen in dienst voor de tunnelbouw, die elk drie maanden in beslag namen en gemiddeld $ 100.000 kostten. De financiering kwam uit commerciële programma's via de moskeeën in Gaza, met bijdragen van Iran en Noord-Korea.

## Reacties

### Reacties binnen Israël
Daags na de aanslagen op 7 oktober rees er in Israël grote kritiek op het beleid van Benjamin Netanyahu omdat, in voorgaande jaren, zijn opeenvolgende regeringen bewust Hamas hadden gesteund om een wig te drijven tussen de Gazastrook en de Westelijke Jordaanoever die onder gezag staat van de Palestijnse Autoriteit. Deze steun uitte zich onder meer in het toelaten van grote hoeveelheden aan buitenlandse tegoeden, voornamelijk uit Qatar, en het uitgeven van werkvergunningen aan Gazanen om in Israël te kunnen werken. Bovendien onderhandelden zijn regeringen over deze zaken met Hamas via Egypte. Netanyahu zou op een partijbijeenkomst van de Likud-partij in 2019 hebben verklaard dat iedereen die tegen de vestiging van een Palestijnse staat was, voorstander van steun en financiering van Hamas was.
In de nadagen van de aanslagen werd er in de pers een link gelegd tussen de corruptiezaken die tegen Netanyahu lopen, de verzwakking van de juridische macht onder zijn regeringen, en het falen van de veiligheidsdiensten om de aanslagen te voorkomen. Daarbij zou hij waarschuwingen van de veiligheidsdiensten, dat hun capaciteit om de situatie te analyseren aanzienlijk verzwakt was, hebben genegeerd uit persoonlijk politiek gewin. In een poging relaties met grote Arabische buurlanden te normaliseren, zou hij het conflict met de Palestijnen hebben genegeerd. Het verwijt dat hij meer aan zijn eigen politieke toekomst dacht dan aan wat goed is voor het land, klonk ook tijdens de militaire acties in Gaza na de aanslagen.
Een week na de aanslagen bleek uit een peiling dat 86% van de Israëliërs de schuld van de aanslagen op het conto van het falende regeringsbeleid schreef. Onder kiezers van de coalitiepartijen was dat 79%.

### Internationale reacties
Meer dan 40 landen veroordeelden in de eerste elf dagen van de oorlog de aanval van Hamas als 'terrorisme'. Met name het Westen – Noord-Amerika, Europa, Australië en Nieuw-Zeeland – steunde Israël eenzijdig in diens reactie en sprak van recht op zelfverdediging.
Ambtenaren van de Europese Unie bekritiseerden de "onvoorwaardelijke steun" van Commissie-voorzitter Ursula von der Leyen aan Israël. Op Twitter verkondigde Von der Leyen op 13 oktober "dat Israël op de onvoorwaardelijke steun van de EU kan rekenen", zonder daarbij aandacht te besteden aan het lot van de Palestijnen in Gaza. Een uitspraak die door Ierland werd bekritiseerd en door Josep Borrell werd genuanceerd.
Tussen Spanje en Israël brak er een diplomatieke crisis uit, nadat drie ministers via sociale media hun steun hadden betuigd aan het Palestijnse volk. Spanje was op dat moment voorzitter van de EU. Minister Ione Belarra riep bovendien op Netanyahu voor het internationaal gerechtshof te dagen. De Israëlische ambassade in Madrid reageerde daarop door "bepaalde elementen binnen de regering" te beschuldigen van het steunen van terrorisme in IS-stijl, en de Joodse gemeenschap in Spanje in gevaar te brengen, zonder daarbij de ministers bij naam te noemen. De demissionaire Spaanse regering deed deze verklaring af als gebaseerd op leugens, bij monde van minister van buitenlandse zaken, José Manuel Albares. Belarra riep daarna Spanje en de EU nog op om alle diplomatieke banden met Israël te verbreken. Premier Sánchez zelf liet uiteindelijk een wat gematigdere toon horen.

### Nederland
Gesteund door een meerderheid van de Tweede Kamer benadrukte demissionair premier Mark Rutte, drie dagen na de grootschalige aanval van Hamas op 7 oktober, Israëls recht op zelfverdediging. Hij noemde het 'ongepast' als er nu zou worden gesproken over de bredere context van het conflict. Het Nederlandse demissionaire kabinet sprak zich uit tegen het stopzetten van de humanitaire hulp aan de Palestijnse gebieden, in tegenstelling tot de Europese Commissie, die alle betalingen onmiddellijk wilde opschorten. Op maandag 9 oktober werd de Israëlische vlag gehesen op het Binnenhof.
Een groep van bijna 300 Nederlandse rijksambtenaren van alle ministeries riep het demissionaire kabinet op om Israël zo snel mogelijk een halt toe te roepen en onschuldige burgers te beschermen. Zij noemden de reactie van Israël in Gaza 'disproportioneel' en 'buitensporig' en maakten zich zorgen over de onvoorwaardelijke steun van de internationale gemeenschap, inclusief het Nederlandse kabinet, aan Israël. De ambtenaren wilden niet medeplichtig worden gemaakt aan de houding van het kabinet. Ook schreef een groep van ruim 350 ambtenaren van het Nederlandse ministerie van Buitenlandse Zaken in een brief onder andere dat het doden van Palestijnse burgers minder scherp werd veroordeeld dan dat van Israëlische, en "institutioneel racisme ons buitenlandbeleid vormgeeft".
Op 23 oktober bracht Rutte als eerste westerse regeringsleider sinds de aanslag van Hamas op 7 oktober 2023, naast een bezoek aan Netanyahu, ook een bezoek aan Abbas in Ramallah.

## VN-rapport
Op 4 maart 2024 stelde de speciale gezant van de Verenigde Naties voor seksueel geweld in conflicten, Pramila Patten, een rapport voor over de Hamas-aanval van 7 oktober, gebaseerd op een uitgebreid onderzoek van beeldmateriaal, foto's en gesprekken met ooggetuigen, overlevenden van de aanval en vrijgelaten gijzelaars. Het rapport concludeerde dat er redelijke gronden zijn om aan te nemen dat Hamasleden tijdens de aanval Joodse vrouwen hebben verkracht, seksueel gefolterd of op andere manieren onmenselijk hebben behandeld. Vooral op het muziekfestival Nova, Road 232 (de weg naar het festival) en in de kibboets Re'im was er sprake van verkrachting en groepsverkrachting volgens hetzelfde patroon: voornamelijk volledig en halfnaakte vrouwelijke slachtoffers werden op die plaatsen vastgebonden gevonden met schotwonden, meestal in het hoofd. VN-gezant Patten verklaarde dat veel meer onderzoek nodig is om de echte omvang van het seksueel geweld naar boven te brengen. Het rapport meldde ook de onmenselijke behandeling en mogelijke vormen van seksueel geweld tegenover Palestijnen door Israëlische autoriteiten, onder meer in gevangenschap of bij huiszoekingen.

## Burgerdoden noodzakelijke offers
In juni 2024 publiceerde The Wall Street Journal enkele berichten waarin Sinwar aangaf "de Israëli's precies te hebben waar we ze willen hebben" en verklaarde dat Palestijnse burgerdoden "noodzakelijke offers" waren die "leven in de aderen van deze natie zouden brengen, waardoor het zou opstaan tot zijn glorie en eer". Naar verluidt betrof het gelekte recente communicatie tussen Sinwar en de medeleiding van Hamas.